# مفیستوفلس و مارگارتا
مفیستوفلس و مارگارتا (به انگلیسی: Mephistopheles and Margaretta)، یک تندیس چوبی دوتایی متعلق به قرن نوزدهم است که دارای دو تصویر حک شده در دو طرف مقابل است. دو شخصیت نمایشنامه نویس آلمانی یوهان ولفگانگ فون گوته در سال ۱۸۰۸ نمایشنامه فاوست را به‌تصویر می‌کشد. جلوی دیو مفیستوفلس و پشت آن زنی به نام مارگارتا (مارگارت یا گرچن) را نشان می‌دهد. آینه‌ای که در پشت تندیس قرار داده شده است باعث می‌شود هر دو طرف به‌طور همزمان دیده شوند.

## پس‌زمینه
این تندیس مضامین خیر و شر را در فاوست گوته منعکس می‌کند.[۱] در نمایشنامه فاوست از زندگی خود ناامید شده و اقدام به خودکشی می‌کند. او از شیطان کمک می‌خواهد و شیطان مفیستوفلس، مأمور شیطان، پاسخ می‌دهد. به فاوست گفته می‌شود که مفیستوفل تا زمانی که زنده است به او خدمت خواهد کرد، اما پس از مرگش، فاوست روح خود را از دست می‌دهد و برای همیشه برده می‌شود.[۲] او موافقت می‌کند و با شیطان معامله می‌کند و به‌عنوان یکی از درخواست‌هایش برای جادو، مفیستوفل زن جوانی به نام گرچن (مارگارتا) را برای فاوست اغوا می‌کند. او توسط فاوست باردار شده و پسر حرامزاده آنها را به دنیا می‌آورد. گرچن با درک این شیطان، فرزندش را غرق می‌کند و متعاقباً به اتهام قتل زندانی می‌شود. او در نهایت به دار آویخته می‌شود، اما اجازه ورود به بهشت به او داده می‌شود. فاوست نیز به دلیل التماس‌های گرچن توسط خداوند نجات می‌یابد.[۲] متن ادبی دیگری که در آن چهره‌های مارگارتا و مفیستوفل به چشم می‌خورد، «استاد و مارگاریتا» اثر میخائیل بولگاکف است که بین سال‌های ۱۹۲۸ و ۱۹۴۰ نوشته شد، اما تا سال ۱۹۶۶ منتشر نشد.

## تندیس

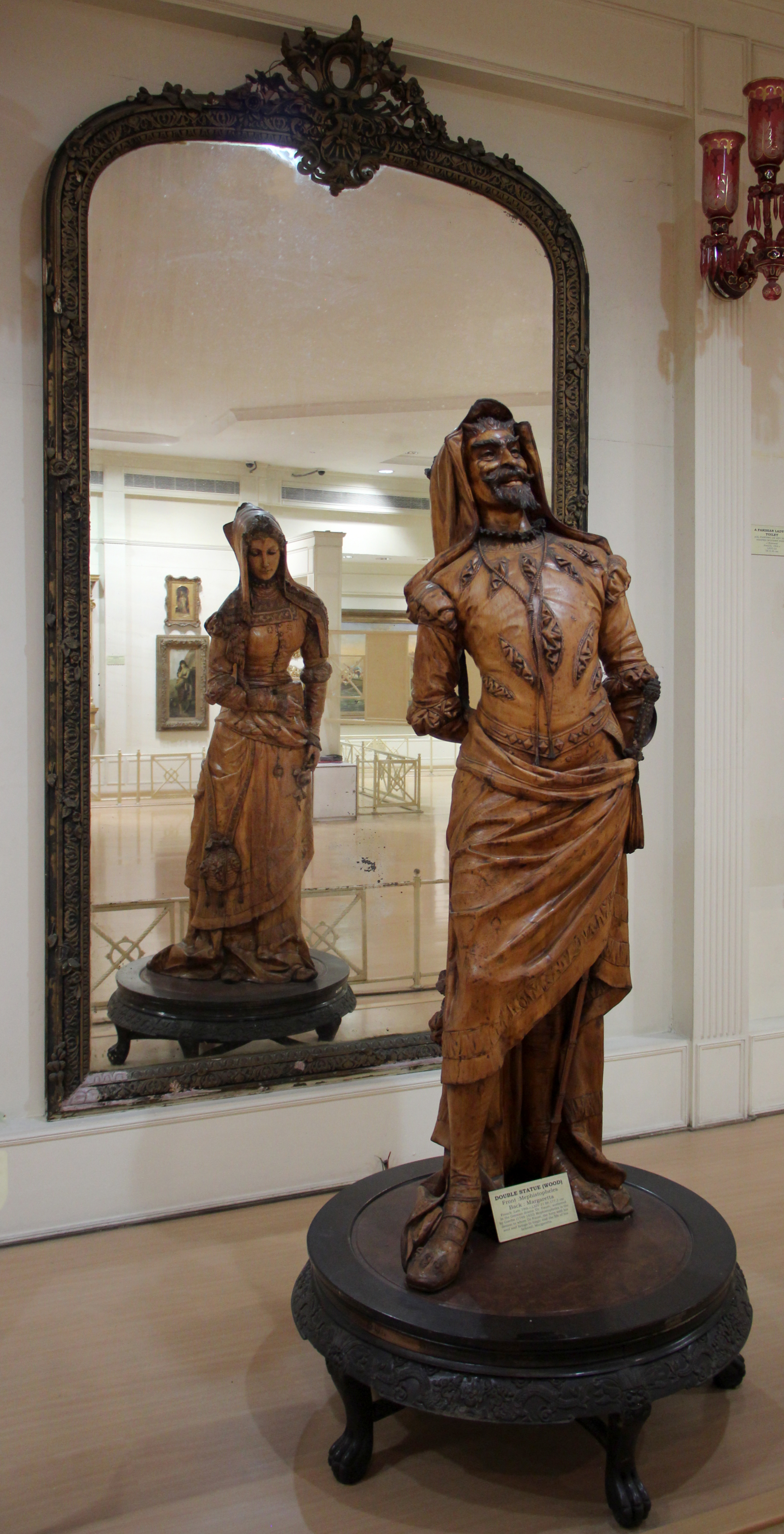
اندازه کامل تندیس

تندیس قرن ۱۹ توسط یک  تندیس‌ساز ناشناس فرانسوی ساخته شده است که در یک بلوک از چوب افرا حک شده است.[۴] جلوی تصویر مفیستوفلس با اعتماد به نفس و متکبر است، [۵] که باشلق و چکمه به سر دارد و پوزخندی بر چهره دارد.[۶] در سمت عقب، گرچن با سر خمیده به‌تصویر کشیده شده است، [۵] که به‌عنوان یک دختر ساده با چشمان فرورفته ظاهر می‌شود.[۱][۶]
تندیس از یک تکه چوب تراشیده شده و با آینه‌ای در پشت آن به‌نمایش گذاشته شده است که به بینندگان اجازه می‌دهد هر دو طرف را به‌طور همزمان مشاهده کنند.[۷] دوگانگی خیر و شر با بی‌گناهی چهره زن تأکید می‌شود، زنی فروتن که کتاب دعا در دست دارد، در تضاد با تصویر شر که مفیستوفلس نمونه آن را نشان می‌دهد.[۱][۴]
یکی از جاذبه‌های اصلی بخش هنر اروپایی موزه، این  تندیس ۱۷۷/۲ سانتی‌متر ارتفاع دارد و احتمالاً در اواخر قرن نوزدهم در فرانسه ساخته شده است. این  تندیس نشان‌دهنده خط باریک بین دوگانگی خیر و شر است که به ترتیب توسط مارگارتا و مفیستوفلس نشان داده شده است. تصویر مرد با شنل کلاه‌دار، چکمه‌های پاشنه‌دار و چهره‌ای دراز و لاغر با لبخندی بدبینانه، مغرور ایستاده است، در حالی که مارگارتا به‌عنوان دختری خجالتی با کتاب دعا در دست، و چشم‌های فرورفته، در عشق گمشده نشان داده می‌شود.[۸]
این  تندیس توسط نخست‌وزیر سابق حیدرآباد سالار یونگ اول در سال ۱۸۷۶ در طول سفر خود به فرانسه به دست آمد. این یکی از پر عکس‌ترین نمایشگاه‌های موزه است.  تندیس در حال حاضر در موزه سالار جنگ در حیدرآباد هند نگهداری می‌شود.[۷] این موزه یکی از پربازدیدترین موزه‌های کشور است و سالانه یک میلیون بازدیدکننده دارد.[۷]
در حالی که هویت  تندیس‌ساز ناشناخته باقی مانده است، انتخاب چنین کهن الگوی آلمانی برای  تندیس فرانسوی نشان می‌دهد که چگونه پس از سال ۱۸۷۰، علاقه فزاینده‌ای به چیزهای آلمانی و موضوعات در کشورهایی مانند فرانسه وجود داشت.